# Hilfikon
Hilfikon (toponimo tedesco) è una frazione di 251 abitanti del comune svizzero di Villmergen, nel Canton Argovia (distretto di Bremgarten).

## Storia

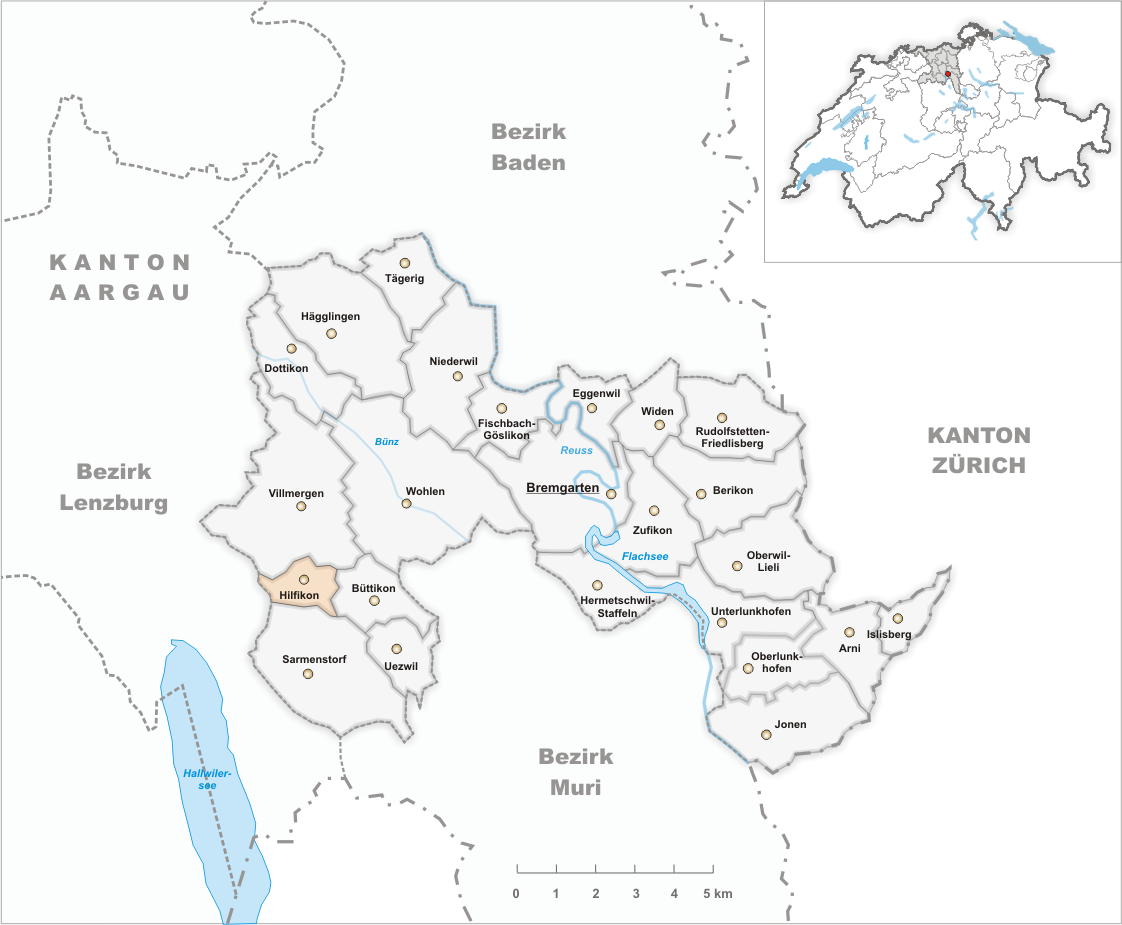
Il territorio del comune di Hilfikon prima degli accorpamenti comunali del 2010

Già comune autonomo, il 1º gennaio 2010 è stato accorpato al comune di Villmergen; tra il 1798 e il 1803 era stato invece aggregato a Büttikon.

### Simboli
Dal 1811 il comune utilizzava un semplice sigillo con solo il nome del comune, a cui successivamente fu aggiunto lo stemma di Argovia. Nel 1915, lo storico Walther Merz (1868–1938) suggerì di utilizzare lo stemma dei signori di Hilfikon, noto sin dal XVI secolo. Il consiglio municipale lo adottò nel 1953. L'origine di questa figura insolita non è nota, ma lo scrittore Charles Tschopp (1899-1982) ha sottolineato la somiglianza tra la parola in lingua alto-tedesca antica per elefante (helfant) e la forma primitiva del toponimo Helfini.

## Monumenti e luoghi d'interesse

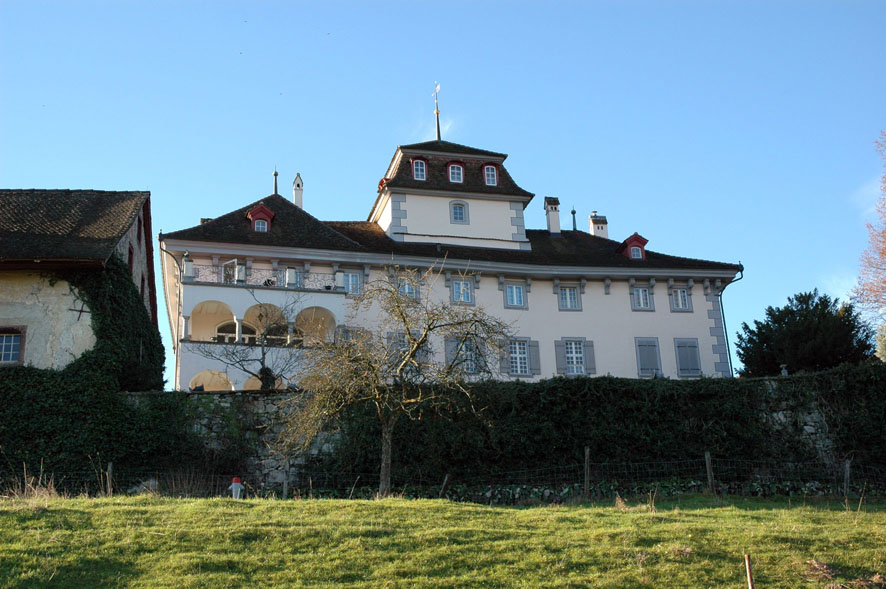
Il castello di Hilfikon

- Castello di Hilfikon, eretto nel 1290[1].

## Società

### Evoluzione demografica
L'evoluzione demografica è riportata nella seguente tabella:
Abitanti censiti

## Amministrazione
Ogni famiglia originaria del luogo fa parte del cosiddetto comune patriziale e ha la responsabilità della manutenzione di ogni bene ricadente all'interno dei confini del comune.